# Снігова лінія

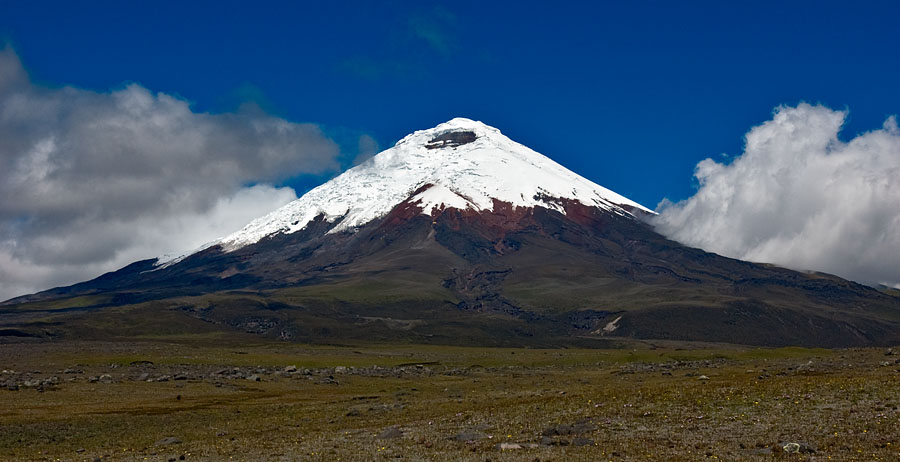
Котопахі (Cotopaxi) — діючий вулкан в еквадорських Андах висотою 5897 м над рівнем моря.

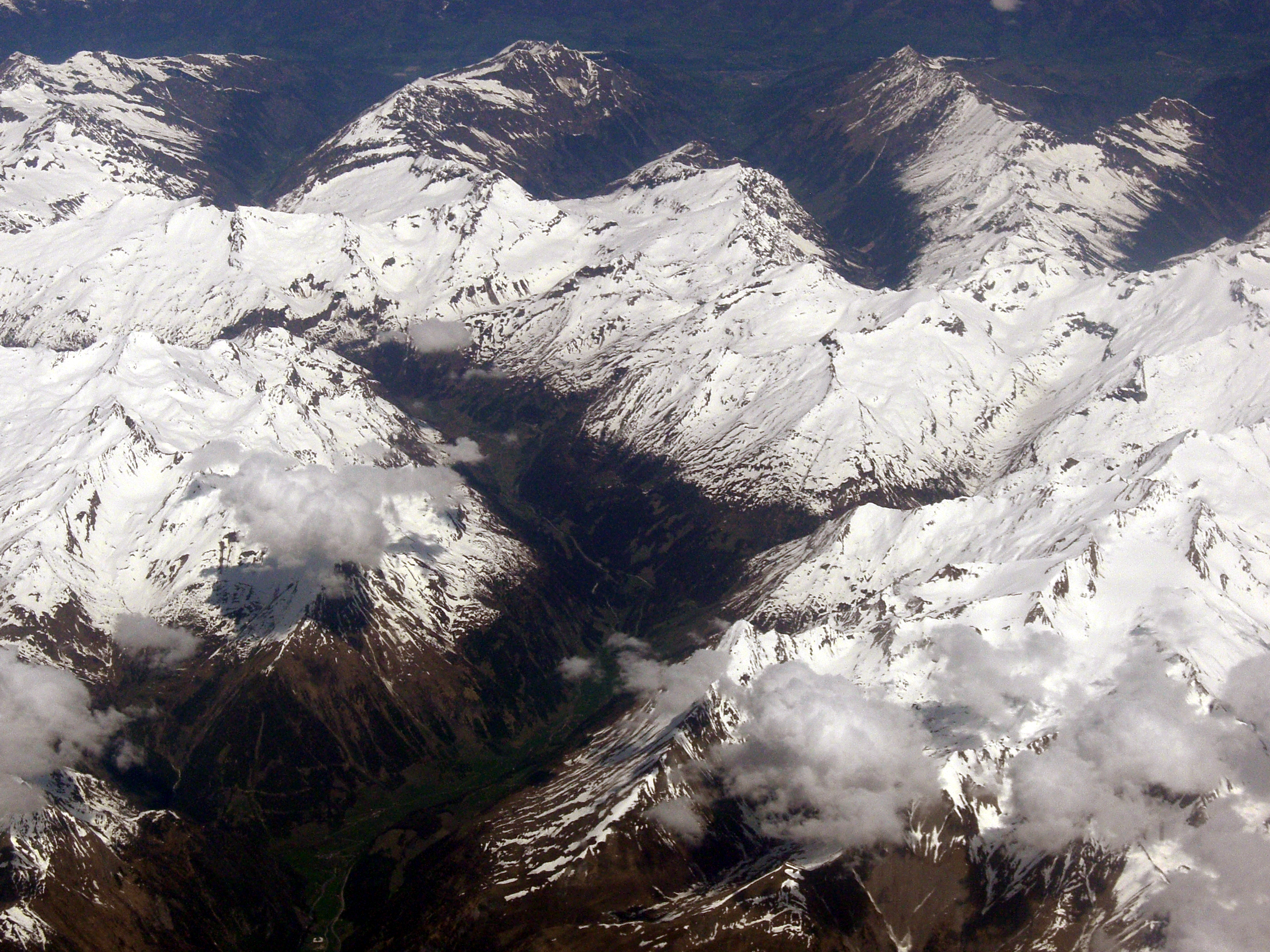
Снігова лінія в Альпах

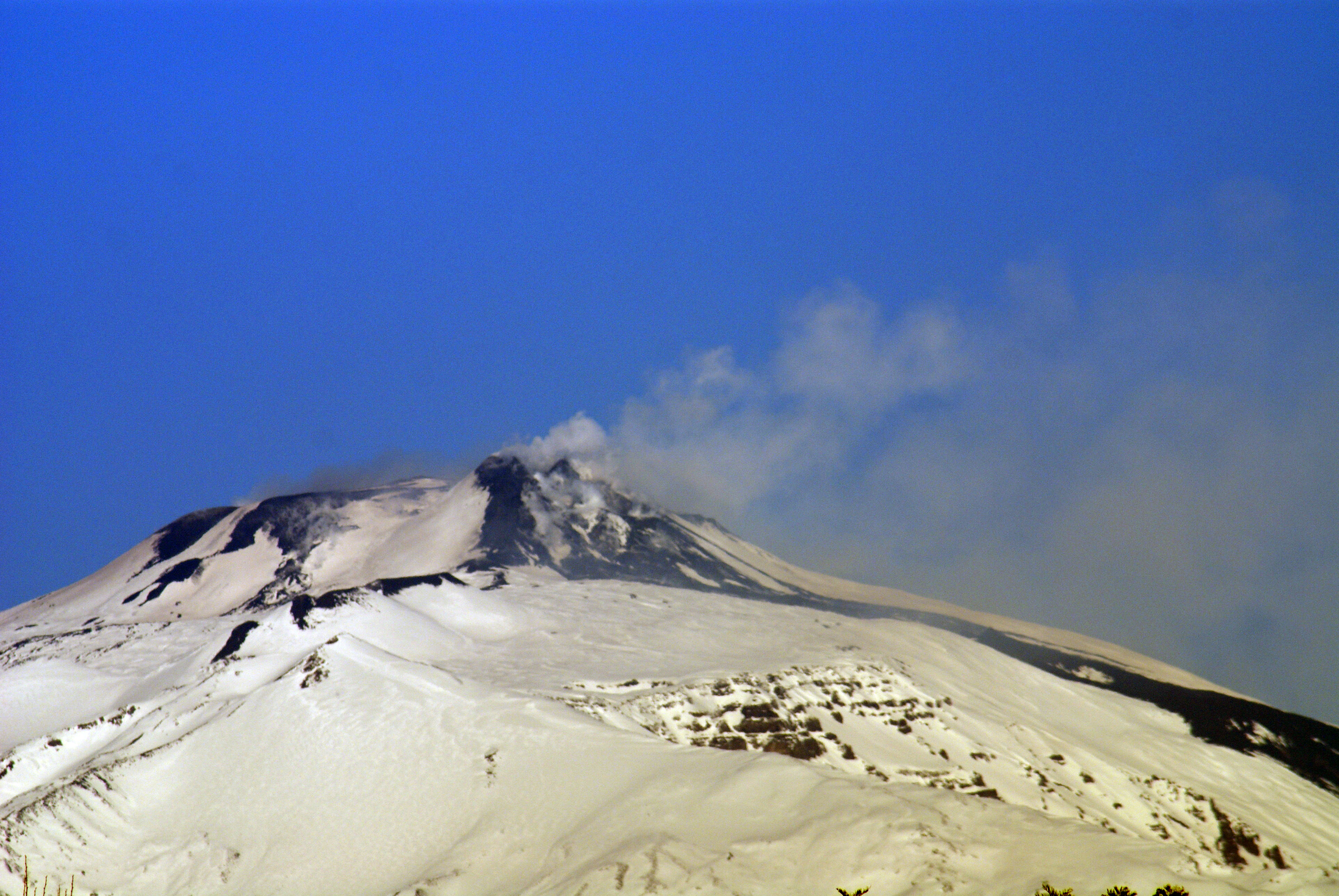
Снігові лінії на Етні

Снігова́ лі́нія — межа, вище від якої в горах зберігається сніг, який не тане, і перетворюється на лід.
Вище від снігової лінії накопичення твердих атмосферних опадів переважає над таненням і випаровуванням.
Висота снігової лінії залежить від кліматичних особливостей території насамперед співвідношення тепла і вологи, а також макро- і мезорельєфу. Вона є відображенням нижнього рівня хіоносфери в реальних умовах рельєфу земної поверхні. Снігова лінія розташована нижче в холодних та вологих районах і вище — в теплих та посушливих. В Антарктиці вона опускається до рівня моря, а в Арктиці розташована на кілька сотень метрів вище рівня моря. Найбільшої висоти снігова лінія досягає в сухих тропічних і субтропічних районах у літній період (на Тибетському нагір'ї та у Південноамериканських Андах до 6,5 км), на екваторі вона розташована на висоті 4,4 км.

## Види снігової лінії
- Кліматична (теоретична) — нижня границя збереження частини твердих опадів на горизонтальній незатіненій поверхні.
- Рівень 365 — найнижчий висотний рівень, на якому сніговий покрив лежить цілий рік.
- Істинна (місцева) — найвище положення снігової лінії в кінці літа в даному регіоні.
- Сезонна (границя сезонного снігу) — нижня границя розповсюдження снігового покриву наразі (сезон).
- Орографічна — нижня границя постійних сніговиків.